# Gāzer Khānī
Gāzer Khānī (persiska: گازَر خانی, گَزورخَنی, گازرخانی) är en ort i Iran.   Den ligger i provinsen Kurdistan, i den nordvästra delen av landet, 400 km väster om huvudstaden Teheran. Gāzer Khānī ligger 1 364 meter över havet och antalet invånare är 466.
Terrängen runt Gāzer Khānī är huvudsakligen kuperad, men västerut är den bergig. Gāzer Khānī ligger nere i en dal.Runt Gāzer Khānī är det ganska tätbefolkat, med 65 invånare per kvadratkilometer. Närmaste större samhälle är Sarchī, 15,5 km öster om Gāzer Khānī. Trakten runt Gāzer Khānī består i huvudsak av gräsmarker.